# Hans-Helmut Schnelle

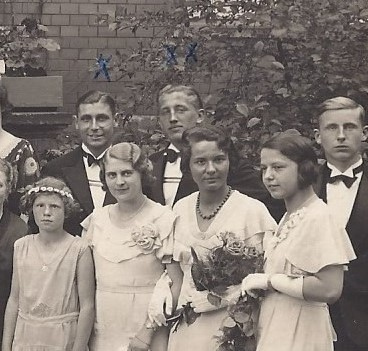
Hans-Helmut Schnelle (hinten mittig, 1933)

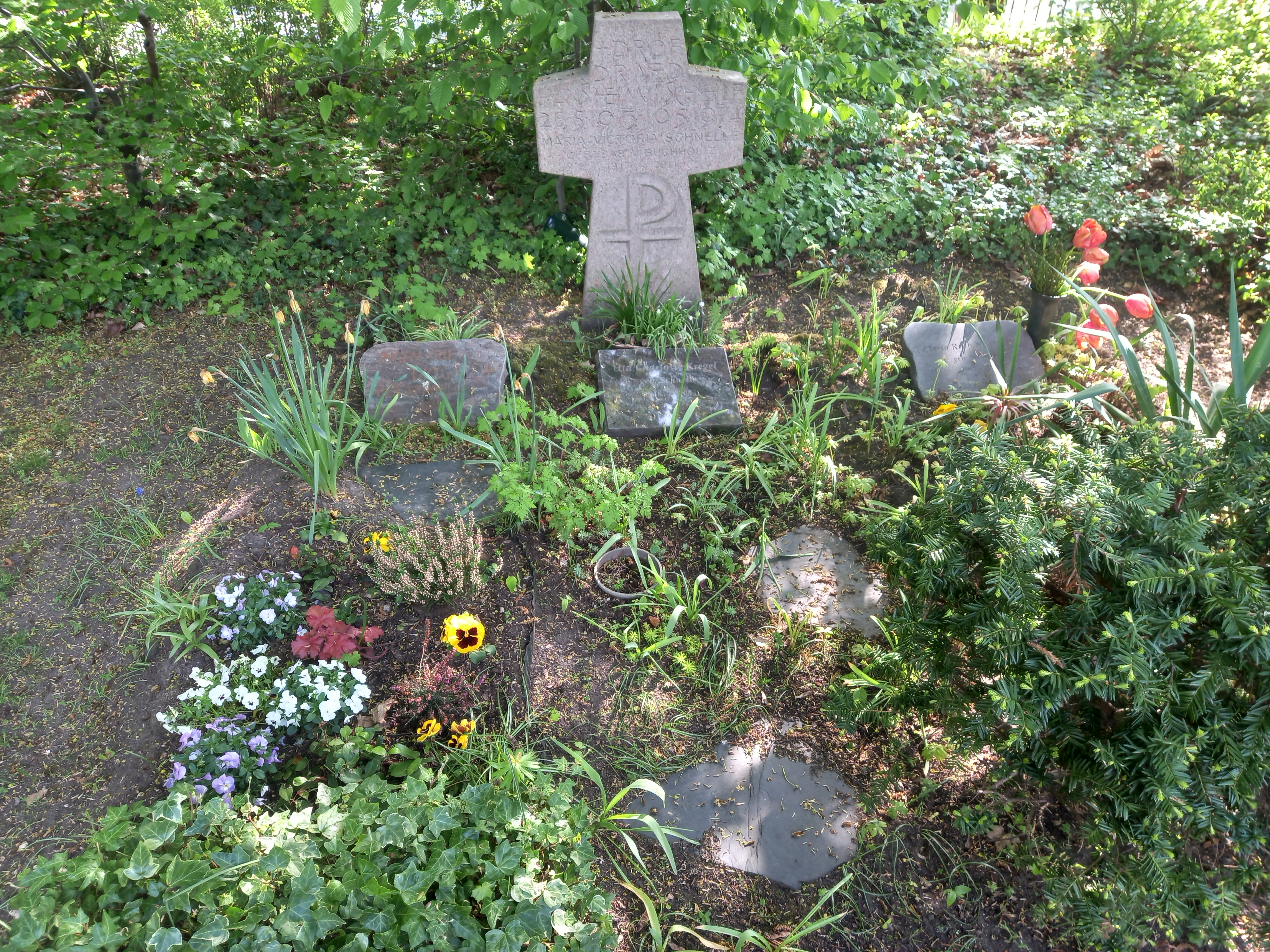
Das Grab von Hans-Helmut Schnelle und seiner Ehefrau Maria Victoria geborene Baronesse von Buchholz auf dem Friedhof Kröllwitz in Halle

Hans-Helmut Schnelle (* 28. Mai 1913 in Magdeburg; † 16. Mai 1974 in Halle (Saale)) war ein deutscher Chirurg und Orthopäde.

## Leben
Schnelle besuchte das Gymnasium in Magdeburg. Nach dem Abitur begann er 1931 an der Martin-Luther-Universität Halle-Wittenberg Medizin zu studieren. 1932 wurde er im Corps Normannia-Halle recipiert. Als Inaktiver wechselte er an die Philipps-Universität Marburg und die Albert-Ludwigs-Universität Freiburg. 1937 bestand er in Halle das Staatsexamen. Von 1938 bis 1940 war er Volontär und Assistenzarzt am Pathologisch-Anatomischen Institut in Magdeburg. Ab 1940 diente er in Reservelazaretten der Wehrmacht, zuletzt als Stabsarzt der Reserve. An der Friedrich-Wilhelms-Universität zu Berlin wurde er 1942 zum Dr. med. promoviert. 1945 leitete er das Krankenhaus in Kühlungsborn. In den sechs Jahren bis 1951 durchlief er die chirurgische Ausbildung an der Universitätsklinik Rostock. Er leitete die Nachbehandlungsabteilung, die Unfallabteilung und die Krankengymnastikschule und widmete sich der chirurgischen Behandlung von Kriegsversehrten. Nach vier Jahren als Oberarzt habilitierte er sich 1954. Als Dozent wechselte er an die Orthopädische Universitätsklinik Rostock. 1956 ging er als Professor mit Lehrauftrag für Orthopädie an die Universität Halle. Sie berief ihn 1959 auf ihren Lehrstuhl für Orthopädie. Schnelle wurde 1965 emeritiert. Von 1958 bis 1960 war er Vorsitzender der Gesellschaft für Sportmedizin der DDR.

## Mitgliedschaften
- Deutsche Gesellschaft für Chirurgie (1950)
- Medizinisch-wissenschaftliche Gesellschaft für Orthopädie der DDR (1953)
- Deutsche Gesellschaft für Unfallheilkunde, Versicherungs- und Versorgungsmedizin (1954)
- Deutsche Orthopädische Gesellschaft (1954)
- Medizinisch-wissenschaftliche Gesellschaft für Sportmedizin der DDR (1956)
- Deutsche Vereinigung für die Rehabilitation Behinderter (1960)
- Deutsche Gesellschaft für die gesamte Hygiene (1962)
- Gesellschaft für Rehabilitation in der DDR (1962)

## Auszeichnungen
- Rudolf-Virchow-Preis (1962)[7]

## Schriften
- Dissertation “Die innersekretorische Funktion der Milz” an der Friedrich-Wilhelms-Universität in Berlin
- Schnelle, HH. 50 Doppelamputierte. Archiv Orthopädische Unfall-Chirurgie 47 , 336–383 (1955)
- Schnelle, HH. Grundsätze funktioneller Gelenkbehandlung. Archiv Orthopädische Unfall-Chirurgie 48, 81–88 (1956)
- Johann Ambrosius Barth Verlag, Prof. Dr. Hans Helmut Schnelle: Längen-, Umfangs- und Bewegungsmaße des menschlichen Körpers, Leipzig 1957